# 414 (numero)
Quattrocentoquattordici (414) è il numero naturale dopo il 413 e prima del 415.

## Proprietà matematiche
- È un numero pari.
- È un numero composto da 12 divisori: 1, 2, 3, 6, 9, 18, 23, 46, 69, 138, 207 e 414. Poiché la somma dei suoi divisori (escluso se stesso) è 522 > 414, è un numero abbondante.
- È un numero di Harshad (in base 10), cioè è divisibile per la somma delle sue cifre.
- È un numero palindromo e un numero ondulante nel sistema di numerazione posizionale a base 8 (636) e nel sistema numerico decimale.
- È un numero pratico.
- È un numero di Ulam.
- È un numero nontotiente (per cui la equazione φ(x) = n non ha soluzione).
- È un numero congruente.
- È parte delle terne pitagoriche (414, 448, 610), (414, 552, 690), (414, 1560, 1614), (414, 1840, 1866), (414, 4752, 4770), (414, 14280, 14286), (414, 42848, 42850).
- È un numero malvagio.

## Astronomia
- 414P/STEREO è una cometa periodica del sistema solare.
- 414 Liriope è un asteroide della fascia principale del sistema solare.
- NGC 414 sono galassie interagenti della costellazione dei Pesci.

## Astronautica
- Cosmos 414 è un satellite artificiale russo.